# Jamie Chadwick
Pour les articles homonymes, voir Chadwick.
Jamie Chadwick, née le 20 mai 1998 à Bath, est une pilote automobile britannique. Elle remporte notamment le championnat de Grande-Bretagne de GT en 2015, puis devient la première femme à remporter une course en Formule 3 britannique en 2018, avant de remporter le MRF Challenge en 2018-2019. Elle est sacrée championne de W Series en 2019 et 2021. Elle est à nouveau sacrée dans cette catégorie en 2022, les trois dernières courses n'ayant pas eu lieu, faute de financement pour les années suivantes.
Depuis 2019, elle est pilote de développement chez Williams F1 Team en Formule 1.

## Biographie

### Enfance et débuts en sport automobile (1998-2014)
Née à Bath en 1998, Jamie Chadwick fait ses études au Cheltenham College, dans le Gloucestershire. Elle s'intéresse au karting en 2010, et se révèle fin 2012 en remportant le Ginetta Junior Scholarship face à 60 autres pilotes, un programme permettant au pilote vainqueur d'obtenir une bourse de 40 000 livres sterling et un volant pour la saison complète de Formule Ginetta Junior. Quelque temps avant sa participation à ce programme, elle avait d'ailleurs refusé une présélection par l'équipe de Grande-Bretagne de hockey sur glace des moins de 18 ans pour se concentrer sur le sport automobile,.
Petite-sœur du pilote Ollie Chadwick, elle concourt avec son frère en Formule Ginetta en 2013 pour une saison d'apprentissage, où elle obtient pour meilleur résultat en course, une quatrième place. La saison suivante, elle rempile dans le championnat, et progresse en obtenant cinq podiums pour finir huitième du championnat,.

### Championne de Grande-Bretagne de GT (2015-2016)
En 2015, elle décide de rejoindre le championnat de Grande-Bretagne de GT avec Beechdean Motorsport, sur une Aston Martin V8 Vantage GT4. À seulement 17 ans, elle devient la première femme, et la plus jeune pilote à remporter le championnat, avec son équipier Ross Gunn,. Avec deux victoires et six podiums, elle remporte notamment les 24 Heures de Silverstone, devenant la plus jeune vainqueur d'une course automobile de 24 heures. À la suite de ce titre, elle reçoit notamment les compliments du double vainqueur des 24 Heures du Mans dans sa catégorie et pilote officiel Aston Martin, Darren Turner : « Elle a un style de pilotage naturel, fluide, et une bonne compréhension de comment faire marcher la voiture, et comment la rendre rapide. ».
En 2016, cependant, elle ne participe pas à la saison complète, participant à uniquement quelques épreuves sélectionnées, et se concentre sur ses études pour obtenir son A-level,.

### Retour en monoplace et première victoire en Formule 3 britannique (2017-2018)
Après ce passage en GT, Jamie Chadwick ambitionne de revenir à la monoplace, notamment en pilotant une Formule 3. Elle signe finalement avec Double R Racing, écurie cofondée par Kimi Räikkönen, dans le championnat de Grande-Bretagne de Formule 3,. Elle se projette sur le futur, en déclarant être sur un programme de deux saisons dans cette discipline. Découvrant cette monoplace beaucoup plus physique, avec plus d'appui aérodynamique et plus d'adhérence, elle décroche son premier podium au Rockingham Motor Speedway, et se distingue à Spa-Francorchamps par une belle bataille pour la cinquième place. Jamie Chadwick termine neuvième du championnat.
Pour la saison 2018, elle continue en Formule 3 britannique BRDC, rejoignant Douglas Motorsport. Dans le championnat le plus relevé de Formule 3 nationale, elle devient la première femme à s'imposer dans cette discipline, en remportant la deuxième course de l'épreuve de Brands Hatch, en partant de la cinquième position sur la grille de départ,,. Huitième du championnat, Jamie Chadwick devient fortement médiatisée grâce à sa victoire en Formule 3 britannique.

### Nouveaux championnats (depuis 2019)
En novembre 2018, elle participe pour la première fois à des essais collectifs dans le cadre du championnat de Formule E FIA, sur le circuit urbain de Dariya en Arabie Saoudite, avec NIO,. En janvier 2019, elle est réinvitée par cette même équipe à rouler pour les essais collectifs sur le circuit Moulay El Hassan de Marrakech.
Lors de la saison hivernale 2018-2019, elle participe au MRF Challenge, championnat se déroulant sur trois circuits asiatiques, le premier étant le Dubaï Autodrome. Le favori de la compétition, Max Defourny, prend les devants à Dubaï, alors que Chadwick ne remporte aucune des cinq courses du week-end. Sur le circuit international de Sakhir, Chadwick remporte sa première victoire depuis celle obtenue en Formule 3 britannique, lors de la première course du week-end. Elle remporte ensuite les quatrième et cinquième courses du week-end, lui permettant de réduire son retard sur Defourny. Lors de la dernière manche sur le Madras Motor Race Track de Chennai, Chadwick remporte la première course, lui permettant de prendre la tête du championnat pour un seul point, avant les trois dernières courses. Avec une cinquième place et deux nouvelles victoires, Jamie Chadwick distance définitivement son rival, et devient la première femme à remporter le MRF Challenge, succédant notamment à Conor Daly et Pietro Fittipaldi,.
En avril 2019, il est annoncé qu'elle disputera les 24 Heures du Nürburgring avec Aston Martin et sa nouvelle Vantage GT4.
Au mois de mai, elle intègre la Williams Racing Driver Academy, le programme de jeunes pilotes de Williams F1 Team,.

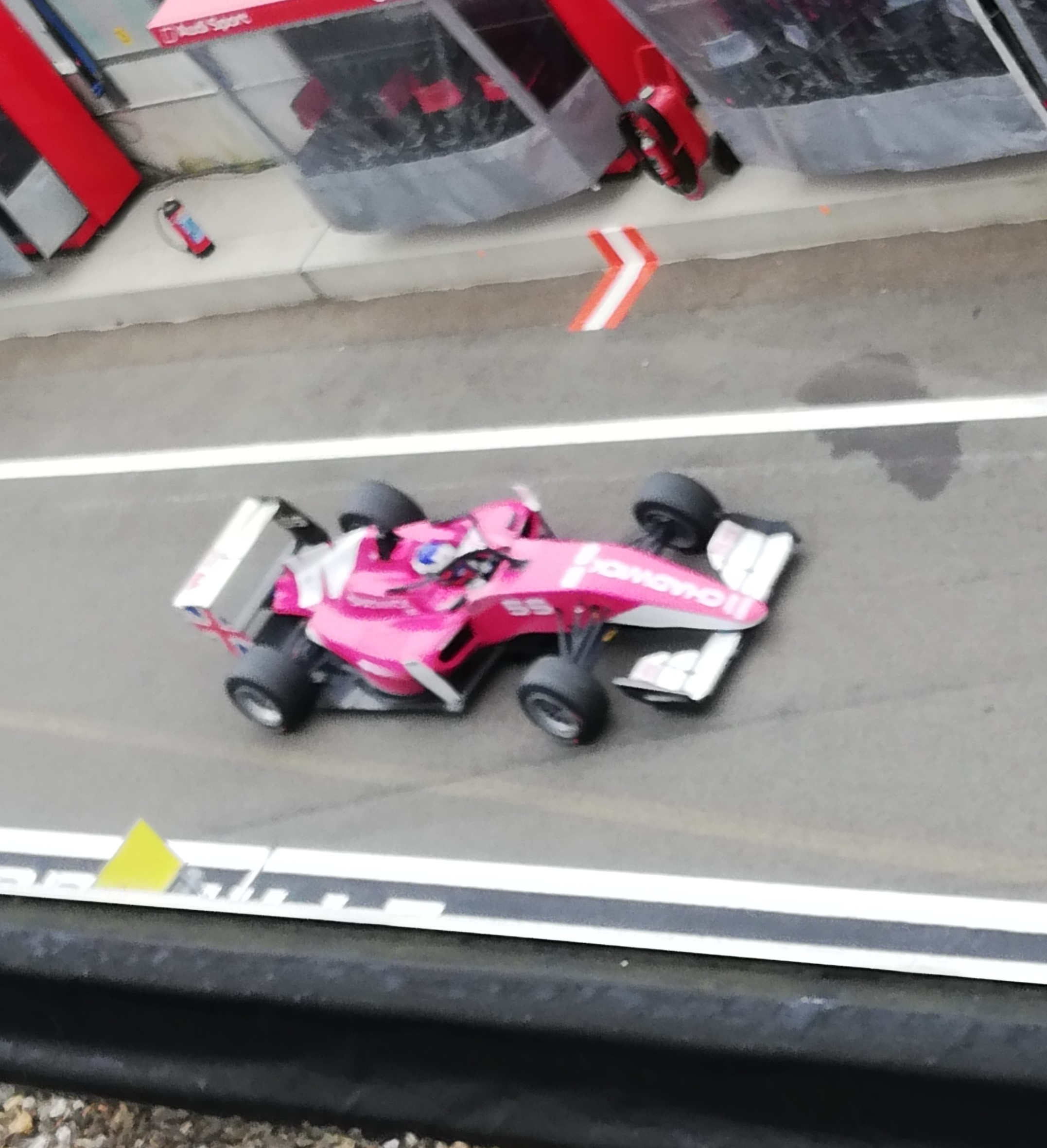
Jamie Chadwick aux essais libres de la manche de Zolder des W Series en 2019.

La pilote britannique est convaincue qu'une femme gagnera en Formule 1 dans les années à venir. Tout comme 54 autres pilotes, elle décide de postuler pour participer en 2019 aux W Series, un championnat 100% féminin avec des Formule 3, qui donnera à la championne une bourse de 1,5 million de dollars,. Cette compétition regroupe 18 pilotes titulaires, et Jamie Chadwick arrive à passer la première phase de sélection par le jury (composé notamment de David Coulthard et Alexander Wurz), pour figurer dans une première liste de 28 pilotes. Elle remporte la course inaugurale à Hockenheim. À Zolder, elle termine deuxième, devancée par la Néerlandaise Beitske Visser. À Misano, Jamie Chadwick remporte sa deuxième victoire dans le championnat, accentuant son avance au championnat. Après deux nouveaux podiums au Norisring et à Assen, Jamie Chadwick possède une avance de treize points sur sa rivale Beitske Visser avant la dernière course à Brands Hatch. Quatrième de cette épreuve, elle est finalement sacrée championne de cette première édition des W Series, empochant par la même occasion une bourse de 500 000 dollars,.
En 2021, elle prend part à nouveau aux W Series, et est une nouvelle fois sacrée championne après avoir remporté 4 des 8 manches de la saison.

### Endurance (depuis 2025)
En novembre 2024, Jamie Chadwick participe à une séance d'essai avec l'Oreca 07 de l'écurie française IDEC Sport sur le Circuit Paul-Ricard avec le pilote américain Logan Sargeant. À la suite de cela, sa présence a été confirmée dans le championnat European Le Mans Series avec cette même écurie.

## Résultats en compétition automobile
| Saison    | Championnat                       | Écurie             | Courses | Victoires | Pole positions | Meilleurs tours | Podiums | Points inscrits | Classement |
| --------- | --------------------------------- | ------------------ | ------- | --------- | -------------- | --------------- | ------- | --------------- | ---------- |
| 2012      | Ginetta Junior Winter Series      | JHR Developments   | 3       | 0         | 0              | 0               | 0       | 48              | 7e         |
| 2013      | Ginetta Junior Championship       | JHR Developments   | 20      | 0         | 0              | 0               | 0       | 221             | 10e        |
| 2014      | Ginetta Junior Championship       | JHR Developments   | 20      | 0         | 0              | 0               | 5       | 287             | 8e         |
| 2015      | British GT Championship           | Beechdean-AMR      | 9       | 2         | 1              | 1               | 6       | 164,5           | Championne |
| 2016      | British GT Championship           | Generation AMR     | 7       | 0         | 0              | 0               | 0       | 29              | 13e        |
| 2017      | Formule 3 britannique             | Double R Racing    | 24      | 0         | 0              | 0               | 1       | 264             | 9e         |
| 2018      | Formule 3 britannique             | Douglas Motorsport | 23      | 1         | 0              | 0               | 2       | 260             | 8e         |
| 2018-2019 | MRF Challenge Formula 2000        | MRF Racing         | 15      | 6         | 0              | 5               | 9       | 280             | Championne |
| 2019      | W Series                          | Hitech             | 6       | 2         | 3              | 0               | 5       | 110             | Championne |
| 2019      | Formule 3 asiatique Winter Series | Seven GP           | 3       | 0         | 0              | 0               | 0       | 18              | 13e        |
| 2019-2020 | Formule 3 asiatique               | Absolute Racing    | 15      | 1         | 0              | 2               | 4       | 139             | 4e         |
| 2020      | Formule Régionale Europe          | Prema Powerteam    | 23      | 0         | 0              | 0               | 1       | 80              | 9e         |
| 2021      | W Series                          | Veloce Racing      | 8       | 4         | 4              | 3               | 7       | 159             | Championne |
| 2022      | W Series                          | Jenner Racing      | 7       | 5         | 3              | 3               | 6       | 143             | Championne |
| 2023      | Indy Lights Series                | Andretti Autosport | 14      | 0         | 0              | 0               | 0       | 262             | 12e        |
| 2024      | Indy Lights Series                | Andretti Global    | 14      | 1         | 1              | 0               | 2       | 310             | 7e         |
| 2025      | European Le Mans Series           | IDEC Sport         |         |           |                |                 |         |                 |            |